# Ctenotus brooksi
Ctenotus brooksi är en ödleart som beskrevs av  Arthur Loveridge 1933. Ctenotus brooksi ingår i släktet Ctenotus och familjen skinkar.

## Underarter
Arten delas in i följande underarter:
- C. b. aranda
- C. b. brooksi
- C. b. euclae
- C. b. iridis
- C. b. taeniatus